# CAオール・ボーイズ
クルブ・アトレティコ・オール・ボーイズ（Club Atlético All Boys (スペイン語発音: [ˈkluβ aˈtletiko ˈol ˈbojs])）は、アルゼンチンの首都ブエノスアイレスのフロレスタ地区に本拠地を置く総合スポーツクラブである。1913年3月15日設立。

## 歴史
「オール・ボーイズ」という名前は、創設者たちが皆若者だったことに由来する。
1914年、クラブはアルゼンチンサッカー協会に加盟しディビシオン・インテルメディア（División Intermedia、現2部）に参加した。1922年にプリメーラ・ディビシオン初昇格。

## ライバル
最も良く知られたライバルクラブはヌエバ・チカゴである。1937年の初対戦以来、100回近くのダービーマッチが実現した。
創設以来のライバルはアルヘンティノス・ジュニアーズであるが、両クラブが同じディビジョンにいた期間が長くないため、前述のヌエバ・チカゴほどの盛り上がりはない。

## タイトル

### 国内タイトル
- プリメーラB・メトロポリターナ (3): 1972, 1992-93, 2007-08
- プリメーラC・メトロポリターナ (2): 1946, 1950

### 国際タイトル
なし

## 歴代所属選手
- フアン・バルバス 1994-1997
- ガブリエル・アレハンドロ・キンジョウ 1997-1998
- カルロス・アルベルト・マジョール 1997-1999
- カルロス・ルーナ 2003-2004
- エマヌエル・ジグリオッティ 2008-2009, 2011
- クリスティアン・ファビアーニ 2010-2011
- マティアス・レキ 2012-2013
- オスカル・アウマダ 2012-2014
- エミル・ファッシオーリ 2016-2018